# 梳银髻
梳銀髻是客家婦女的打扮之一，旧时客家妇女已婚后，均梳髻。如清代光绪《嘉应州志·礼俗》卷八：女嫁前一日髻，谓之上头。其法是：先将长发向后梳齐，次将头发卷好束起，盘于头顶偏后之处，成“椎”形发装，蒙以发罩。富者则加上金钗、银簪之物。